# Folkomröstningen i Bengtsfors kommun 2014
Söndagen den 14 september 2014 anordnades en kommunal folkomröstning i Bengtsfors kommun om bildandet av gemensam Dalslandskommun. 39 % röstade ja och 46 % nej.
Folkomröstningen tillkom genom att kommunfullmäktige, på sitt sammanträde den 27 maj 2014, beslutade att bifalla en motion från Folkpartiet i Bengtsfors om att låta kommuninvånarna få ta ställning till frågan '"Är du för att en·gemensam Dalslandskommun bildas?" Valalternativen blir ja, nej och blank röst. 
Varken av motionen eller fullmäktigebeslutet framgår vad som avses med en·gemensam Dalslandskommun. Överst på röstsedlarna var en Dalslandstjur avbildad. Det kunde indikera att en eventuell gemensam kommun skulle omfatta hela landskapet Dalsland. En annan möjlighet är en gemensam kommun endast skulle åstadkommas genom sammanslagning av de fem kommunerna i Dalslandskommunernas kommunalförbund.
Frågan har också aktualiserats i Dals-Eds och Melleruds kommuner. I båda fallen har dock kommunfullmäktige avvisat motioner om folkomröstningar, som backats upp av Folkpartiet, Miljöpartiet och Kommunpartiet i Mellerud.